# Mauro Pennacchio
Mauro Pennacchio (Lavello, 2 febbraio 1923 – Bari, 4 luglio 2017) è stato un avvocato e politico italiano.
Avvocato di professione, fu eletto senatore durante la IV e la V legislatura.